# Christian Mehrens
Christian Mehrens (* 19. Januar 1972 in Kiel) ist ein ehemaliger deutscher Basketballspieler. Der schlaksige Center war in den Spielzeiten 1994/95 und 1996/97 der beste Shotblocker der Basketball-Bundesliga. Nach seiner Spielerkarriere war Mehrens unter anderem auch Trainer in der 2. Damen-Basketball-Bundesliga.

## Laufbahn
Als Jugendlicher weilte Mehrens Ende der 1980er ein Jahr in den Vereinigten Staaten, er gehörte in der Saison 1988/89 der Schulmannschaft der Citrus High School im Bundesstaat Florida an. Von 1989 bis 1991 spielte er in der Jugend von Bayer Leverkusen, in der Saison 1991/92 stand er im Aufgebot von DJK Adler Essen-Frintrop in der 2. Basketball-Bundesliga. Er bestritt seine erste Erstliga-Saison 1992/93 in Gießen. Bereits im Januar 1993 kehrte er jedoch in die 2. Bundesliga zurück und spielte in Paderborn. Unter dem Namen forbo Paderborn gelang den Ostwestfalen 1994 der Aufstieg in die erste Liga. Nach dem postwendenden Abstieg spielte Mehrens in der Folge für den Rhöndorfer TV. Nach einer starken Saison 1996/97, in der Mehrens mit Rhöndorf Zweiter der Bundesliga-Hauptrunde geworden war, verhinderte eine Bandscheibenoperation, dass er zur Nationalmannschaft eingeladen wurde. 1999 verkauften die Rhöndorfer ihre Erstligalizenz nach Frankfurt an die Skyliners. Mehrens, zu dessen Stärken neben dem Blocken von gegnerischen Würfen auch eine für einen Spieler seiner Größe beachtenswerte Schnelligkeit, eine emotionsgeladene Spielweise sowie sein Wurf zählten, wechselte daraufhin nach Braunschweig. Dort war er Mannschaftskapitän und mit 5,8 Rebounds je Begegnung zweitbester Braunschweiger in dieser Wertung. Nach einer Spielzeit in Braunschweig war er in der Saison 2000/01 zunächst in Trier aktiv, bevor er im Dezember 2000 zurück an den Rhein zum ein Jahr vorher gegründeten Klub Köln 99ers in die Regionalliga wechselte. Nach der Regionalligameisterschaft 2001 übersprang der Klub die zweite Liga und erhielt die Erstligalizenz von Rhöndorf, für die diese neuerlich qualifiziert hatten, aber nicht wahrnehmen wollten. Nach der Vizemeisterschaft mit RheinEnergie Cologne in der Saison 2001/02 wechselte Mehrens während der Saison 2002/03 zurück nach Gießen, wo er seine Erstliga-Karriere ursprünglich begonnen hatte und spielte dort die Saison zu Ende. In der folgenden Saison war er wieder am Rhein zu finden und spielte für die Magics aus Düsseldorf in der zweiten Liga.
Nach der Saison 2003/04 beendete Mehrens seine professionelle Spieler-Karriere und arbeitete zunächst als Trainer bei den Bergheim Bandits in der Regionalliga. Im Dezember 2007 war er während eines Brasilien-Urlaubs mehrere Tage Gast bei Pelé. Ein gemeinsamer Freund hatte den Kontakt hergestellt. Mehrens machte in dieser Zeit beim 1. FC Köln eine Ausbildung zum Sport- und Fitnesskaufmann. In der Saison 2008/09 war Mehrens Trainer der Damen-Mannschaft der Köln 99ers in der zweiten Liga. Nach dem Konkurs der Köln 99ers wurde auch diese Mannschaft zurückgezogen und Mehrens arbeitete danach als Trainer beim MTV Köln 1850 in der Oberliga. 2010 schaffte er mit dieser Mannschaft den Aufstieg in die 2. Regionalliga West.
Zur Saison 2012/2013 wurde Mehrens neuer Co-Trainer bei den Dragons Rhöndorf. Ebenfalls wird er dort als Co-Trainer die Arbeit von Olaf Stolz bei der NBBL-Mannschaft der SG Bonn / Rhöndorf unterstützen und als Headcoach für die 2. Mannschaft der Dragons Rhöndorf in der 2. Regionalliga West fungieren. Nach dem Rücktritt von Boris Kaminski wurde Mehrens im Januar 2016 neuer Headcoach der ProA-Mannschaft der Dragons Rhöndorf. Nach dem Abstieg der Dragons erhielt Mehrens keinen neuen Vertrag als Trainer der ProB-Mannschaft und kehrte als Trainer zur SG Bonn / Rhöndorf zurück. Nach dem Ende der Saison 2018/2019 verließ Mehrens das Kooperationsprogramm der Telekom Baskets Bonn und Dragons Rhöndorf. 